# Benedenipora delicatula
Benedenipora delicatula is een mosdiertjessoort uit de familie van de Benedeniporidae. De wetenschappelijke naam van de soort is voor het eerst geldig gepubliceerd in 1975 door d'Hondt & Geraci.